# 사쿠히로세역
사쿠히로세역(일본어: 佐久広瀬駅)은 일본 나가노현 미나미사쿠군 미나미마키촌에 위치한 동일본 여객철도 고우미 선의 철도역이다. 단선 승강장 1면 1선의 구조를 갖춘 지상역이다.

## 이용 현황
- 2010년도 : 36명
- 2011년도 : 30명

## 역 주변
- 지쿠마강

## 역사
- 1935년 1월 16일 : 국철 고우미 선 시나노카와카미 - 사쿠우미노쿠치 간 개통과 동시에 개업. 여객 영업만.
- 1987년 4월 1일 : 일본국유철도 분할 민영화에 의해, 동일본 여객철도가 승계.

## 인접 역
| 동일본 여객철도 고우미 선      | 동일본 여객철도 고우미 선 | 동일본 여객철도 고우미 선  |
| ------------------------------ | ------------------------- | -------------------------- |
| 시나노카와카미 고부치자와 방면 | 고우미 선                 | 사쿠우미노쿠치 고모로 방면 |